# Cantonul Pouzauges
Cantonul Pouzauges este un canton din arondismentul Fontenay-le-Comte, departamentul Vendée, regiunea Pays de la Loire, Franța.

## Comune
- Le Boupère
- Les Châtelliers-Châteaumur
- Chavagnes-les-Redoux
- La Flocellière
- La Meilleraie-Tillay
- Monsireigne
- Montournais
- La Pommeraie-sur-Sèvre
- Pouzauges (reședință)
- Réaumur
- Saint-Mesmin
- Saint-Michel-Mont-Mercure
- Tallud-Sainte-Gemme